# メリフ・デミラル
メリフ・デミラル（トルコ語: Merih Demiral, 1998年3月5日 - ）は、トルコ・カラミュルセル出身のサッカー選手。サウジ・プロフェッショナルリーグ・アル・アハリ・サウジFC所属。DF。トルコ代表。

## 経歴
スポルティングCPのリザーブチームでプロデビューを果たし、2019年7月5日、サッスオーロからユヴェントスFCへ移籍した。契約期間は2024年までの5年間。移籍金は1800万ユーロ。
2021年8月6日、アタランタBCへのレンタル移籍が発表された。アタランタは買い取りオプションを保有している。2022年6月17日、アタランタはデミラルの買取オプションを行使。
2023年8月19日、アル・アハリ・サウジFCに3年契約で移籍した。

## エピソード
- トルコ系では前年に移籍したドイツ代表のエムレ・ジャンが先ではあるが、トルコ人としてはデミラルがユヴェントス初の所属選手となる。
- ユヴェントスとアタランタでは背番号28番を選んだが、これは彼が14歳の時に亡くなった母の命日である2012年12月28日から取ったものである[5]。

## 問題行為および論争

### ユーロ2020予選の試合で見せた軍隊式敬礼
2019年10月11日、ホームで行われたユーロ2020予選のアルバニア戦をトルコは1-0で勝利したが、この試合でジェンク・トスンがゴールを決めた後に見せた軍隊式敬礼ゴールパフォーマンスに参加した選手の内の1人だった。また同日、デミラルはツイッターでトルコのシリア北東部への攻勢を公然と支持すると表明した。この投稿について、所属するユベントスのソーシャルメディア上のファンや他クラブのファンからも批判を浴び、DemiralOutというワードがイタリアではトレンド入りし、ファンの中にはユベントスがデミラルを解雇するように求めた者もいた。

### ユーロ2024での出場停止処分、狼の敬礼パフォーマンス
2024年7月2日、ドイツで行われたEURO2024のオーストリア戦でゴールを決めた際、デミラルはトルコのナショナリズム、汎トルコ主義、狼の組織と関連があるとされる狼の敬礼のゴールパフォーマンスを見せた。この行為は対戦相手国のオーストリアでは禁止されている。試合後の記者会見では、デミラルはこれがトルコの誇りの表現であり、機会があればもう一度やるつもりだと述べた。UEFAはこのゴールパフォーマンスについて不適切な行動の疑いで調査を開始した。UEFAはデミラルに対し、2試合の出場停止処分を下した。一方でトルコサッカー連盟(TFF)はこの決定に対してスポーツ仲裁裁判所（CAS）に控訴すると表明したが、TFF会長のメフメト・ビュユケクシはUEFAの規約第63条に基づき、CASは3試合未満の出場停止処分を受けた選手については権限がなく、TFFが出場停止処分に控訴する方法はないことを認めた。これによりデミラルの出場停止処分が確定し、準々決勝のオランダ戦と、2024-25年UEFAネーションズリーグ初戦の欠場が対象となる。

## タイトル
ユヴェントスFC
- セリエA：2019-20
- コッパ・イタリア：2020-21
- スーペルコッパ・イタリアーナ：2020